# Залево (гміна)
Гмі́на Зале́во (пол. Gmina Zalewo) — місько-сільська гміна у північній Польщі. Належить до Ілавського повіту Вармінсько-Мазурського воєводства.
Станом на 31 грудня 2011 у гміні проживало 7099 осіб.

## Територія
Згідно з даними за 2007 рік площа гміни становила 254.34 км², у тому числі:
- орні землі: 53.00%
- ліси: 19.00%

Таким чином, площа гміни становить 18.36% площі повіту.

## Населення
Станом на 31 грудня 2011:
| Опис     | Загалом | Загалом | Чоловіки | Чоловіки | Жінки | Жінки |
| -------- | ------- | ------- | -------- | -------- | ----- | ----- |
| одиниця  | осіб    | %       | осіб     | %        | осіб  | %     |
| все      | 7099    | 100     | 3578     | 50.40    | 3521  | 49.60 |
| міське   | 2224    | 100     | 1097     | 49.33    | 1127  | 50.67 |
| сільське | 4875    | 100     | 2481     | 50.89    | 2394  | 49.11 |

## Сусідні гміни
Гміна Залево межує з такими гмінами: Ілава, Малдити, Міломлин, Старий Дзежґонь, Суш.